# Sandford Glacier
Sandford Glacier är en glaciär i Antarktis. Den ligger i Östantarktis. Australien gör anspråk på området. Sandford Glacier ligger 50 meter över havet.
Terrängen runt Sandford Glacier är kuperad österut, men västerut är den platt. Havet är nära Sandford Glacier åt sydväst. Trakten är obefolkad. Det finns inga samhällen i närheten.